# ماتی رودین
ماتِی رودین (زاده ۱۳ فوریه ۱۹۹۶)، بازیکن فوتبال اهل کرواسی است که به عنوان مدافع میانی برای واراژدین بازی می‌کند. 

## دوران باشگاهی
در ۱۹ ژوئن ۲۰۱۹، او به باشگاه باشگاه فوتبال پروجا پیوست تا حضور در سری بی را تجربه کند.  رودین در دوران حضورش در این باشگاه، هیچ بازی رسمی انجام نداد و در ۱۷ فوریه ۲۰۲۰ به باشگاه واراژدین کرواسی فروخته شد. 